# Branimir Štulić
Branimir (Johnny) Štulić (Skoplje, 11. travnja 1953.), pjesnik, pjevač i prevoditelj.
Široj javnosti najpoznatiji je kao pjevač rock sastava Azra. Jedan je od najistaknutijih predstavnika zagrebačkoga novoga vala.
Objavljuje prijevode klasičnih antičkih književnih djela jezikom koji svoj uzor ima u jezičnom propisu Tome Maretića.
Zadnjih dvadesetak godina u hrvatskim medijima pojavljuje se najčešće zbog pravnih sporova oko svojih autorskih prava i osobnih sporova s bivšim suradnicima. Medijskim putem također žustro osporava da ga se smatra Hrvatom ili pripadnikom nekoga drugoga naroda s područja bivše Jugoslavije.

## Karijera
Godine 1979. izašao je Azrin prvi singl “Balkan – A šta da radim” kojeg su snimili s producentom Parnog Valjka, Huseinom Hasanefendićem. Singl je bio uspješan a grupa je dobila pridošlicu, basista Mišu Hrnjaka. To ljeto proveli su svirajući po trgovima i na moru. Već 1980. snimili su album “Azra” koji ih je ujedno i izbacio na rock scenu, smatrajući ga jednim od najboljih jugoslavenskih albuma tog žanra. Godine 1981. u javnost su s albuma pustili singl “Lijepe žene prolaze kroz grad – Poziv na ples – Suzy F.” na čijem je stvaranju opet sudjelovao Hus, pokazujući svoj talent ne samo u produkciji već i u sviranju gitare.
Ubrzo nakon toga iznenadili su obožavatelje duplim albumom Sunčana strana ulice na kojem se Branimir opustio, uživajući u novom sirovom zvuku političke tematike kao u pjesmi “Užas je moja furka” dok se u ljubavnim pjesmama okušao ubacivši puhačke instrumente. Usudio se zaviriti u sebe u pjesmama kao “Pametni i knjiški ljudi”.
1981. održali su koncert u Kulušiću (Zagreb), čija se snimka nalazi na trostrukom albumu “Ravno do dna” u sklopu kojeg su održali 7 koncerata, odradivši i mini-turneju. Neke od novih pjesama koje su uz stare pridodali albumu su “Nedjeljni komentar”, “Sjaj u kosi” i “Ostavi me nasamo”.
1982. izdali su drugi dupli album “Filigranski pločnici” i treći singl “Johnny budi dobar – Teško vrijeme”.  Neke od poznatih pjesama s albuma su “Kao ti i ja”, “Strah od smrti”, “Tko to tamo pjeva” i “Volim te kad pričaš”.
1983. Boris Leiner i Branimir odlaze u Njemačku snimati albume nakon Mišinog napuštanja benda. Tada nastaju “Mon ami”, “No comment”, “Duboko u tebi”, “Kao i jučer” a i obradili su jednu poznatu narodnu pjesmu “Klinček stoji pod oblokom”.
Tijekom privremenog grupnog raspusta 1984. Štulić je u Nizozemskoj vrijeme provodio prevodeći svoje pjesme na engleski jezik, s ciljem objavljivanja na stranom tržištu, a pošto mu to nije uspjelo, izdao je domaći album, “It ain’t like in the movies at all” koji je snimljen uz pomoć novog basista Stephena Kippa, a 1987. ponovno se nalazi s Juricom Pađenom, Leinerom i Kippom te snimaju obrade poznatih pjesama kao što su “Satisfaction” od Rolling Stonesa i “Adio Mare” od Vlahe Paljetka. Uz dodatak nekih novih pjesama pretvaraju to u album “Između krajnosti”. 1988. izdaju još jedan živi album “Zadovoljština”.
Nakon raspuštanja Azre 1989. Branimir Štulić osniva Balkan Sevdah Shuttle Band s kojim nastupa godinu dana. U lipnju 1991. Štulić odlazi iz Zagreba u Sarajevo gdje snima Sevdah za Paulu Horvat, a koji je objavljen tek četiri godine kasnije. Nastupao je u Bosni i Hercegovini i Srbiji. Snimio je u suradnji s TV Sarajevo kratki dokumentarni film "Das ist Johnny" u kojem je Štulić predvidio zbivanja koja su u Sarajevu krenula samo par mjeseci kasnije. Krajem godine napušta Jugoslaviju. U razdoblju od 1995. do 1997. održao je nekoliko koncerata u Beogradu te je izdao dva albuma - Anali i Blase. U tom periodu ostvario je uspješnu suradnju s Dejanom Cukićem snimivši pjesmu "Mokre ulice" (Milica).  
Od 1997. nije imao nastupa. Nakon deset godina, od 2007. Štulić je aktivan na internetu gdje objavljuje svoje stare i nove uratke.

## Diskografija

### Singlovi
- Balkan / A šta da radim (Suzy 1979.)
- Lijepe žene prolaze kroz grad / Poziv na ples / Suzy F. (Jugoton 1980.)
- Đoni, budi dobar / Teško vrijeme (Jugoton 1982. koncertni)
- E pa što / Sloboda / Gluperde lutaju daleko (Jugoton 1982.)
- Nemir i strast / Doviđenja na vlaškom drumu (Jugoton 1983.)
- Klinček stoji pod oblokom / Flash
- Mon Ami / Duboko u tebi
- Sardisale Lešočkiot manastir / Mamica su štrukle pekli / I to se događa ponekad

### Albumi
- Azra (Jugoton 1980.)
- Sunčana strana ulice (Jugoton 1981. dupli)
- Ravno do dna (Jugoton 1982. trostruki koncertni)
- Filigranski pločnici (Jugoton 1982. dvostruki)
- Singl ploče 1979. – 1982. (Jugoton 1982.)
- Kad fazani lete (Jugoton 1983.)
- Krivo srastanje (Jugoton 1984.)
- It ain't Like In The Movies At All (Diskoton 1986. trostruki)
- Kao i jučer (Singl ploče 1983-1986)(Jugoton 1987. kompilacija)
- Između krajnosti (Jugoton 1987.)
- Zadovoljština (Jugoton 1988. četverostruki koncertni)

### Samostalni albumi
- Balkanska rapsodija (Jugoton 1989.)
- Balegari ne vjeruju sreći (Jugoton 1990.)
- Sevdah za Paulu Horvat (Komuna 1995. CD)
- Anali (Komuna 1995. dvostruki CD)
- Blase (Hi Fi Centar 1997.)

## Knjige
- Big bang!: knjiga pjesama 1975. – 1985., Samozaložba, Zagreb, 1985. (izdata pod imenom Johan B. Štulić)[4]
- Anonymous epigrams, vl. naklada, Sarajevo, 1988. (izdata pod imenom Johan B. Štulić)[5]
- Smijurija u mjerama – autobiografija u petnaestercu, Vreme, Beograd, 2005.
- Izabrana djela, (Homer: Ilijada, Homer: Odiseja, Herodotova istraživanja, Tukidid: Peloponeski rat, Ksenofont: Uspinjanje/Helenština, Aleksandrijada: priča o Makedoncu Aleksandru Velikom, Apolonije Rođanin: Argonautika, Zbornik: Plutarh, Ksenofont, Svetonije, Crnjanski, Mihailović, Trijada: Lao Ce, Empedokle, Džen Luan, Sun Cu: Umijeće ratovanja, Kali Juga, Smijurijada, Govorili su o Džoniju, Azra: pjevane pjesme), Plato – Balkanska partija rada, Beograd, 2010.

## Vanjske poveznice
- Azra HomePage – Stranica posvecena Azri i Johnnyju: tekstovi, interviewi, albumi, CD omoti, akordi, forum, chat, guestbook..., (u međumrežnoj pismohrani archive.org 26. siječnja 2010.)
- Azra Home Page, (u međumrežnoj pismohrani archive.org 2. studenoga 2010.)
- Branimir Štulić – biografija, muzickacentrala.com, (u međumrežnoj pismohrani archive.org 6. travnja 2010.) (srp.)
- Džoni Štulić interview; list "ĆAO" vanredno izdanje "Legende osamdesetih"; mart-april 1990. (* * * Razgovor vođen u Zagrebu, Šumski dvor, 26. septembar 1989. * * *), akordi.rs, (u međumrežnoj pismohrani archive.org 13. ožujka 2016.) (srp.)